# Giovanni Agostino Marliani

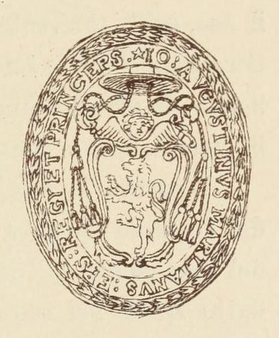
Siegel von Bischof Giovanni Agostino Marliani (aus Saccani)

Giovanni Agostino Marliani (* 1585 in Genua; † 22. Juni 1674 in Rom), auch Augustinus Marliani war ein italienischer Geistlicher und von 1645 bis 1656 römisch-katholischer Bischof der Diözese Mariana (Korsika), ab 1662 Bischof von Reggio Emilia in der Region Emilia-Romagna.

## Biographie
Giovanni Agostino Marliani wurde 1585 geboren. Seine (namentlich nicht bekannten) Eltern gehörten wohl zum Patriziat der Stadt Genua, wie sein Grabstein mit der Bezeichnung Patritius Genovensis vermuten lässt. Seine frühe geistliche Laufbahn ist nicht bekannt. 1635 und 1640 ist er als Generalvikar im Erzbistum Genua nachgewiesen. Am 15. Juli 1645 wurde er von Papst Innozenz X. zum Bischof von Accia und Mariana auf Korsika ernannt, und von Kardinal Stefano Durazzo, Erzbischof von Genua zum Bischof geweiht. 1656 gab er die Bischofsstelle in Mariana auf. Die Gründe dafür sind nicht bekannt. Über seine Tätigkeit in den folgenden Jahren ist wenig bekannt; Saccani meint, dass er in dieser Zeit (u. a.?) apostolischer Visitator in Subiaco war. Nach Eubel erhielt er (in dieser Zeit?) eine Pension von 1500 römischen Scudi. Unklar ist allerdings woher dieses Geld kam. Am 27. Februar 1662 wurde er von Papst Alexander VII. zum Bischof von Reggio Emilia ernannt. Mit der Ernennung zum Bischof von Reggio erhielt er zusätzlich den Titel Principe. Der Titel Principe in Verbindung mit Bischofstitel lässt sich am besten mit dem deutschen Begriff Fürstbischof gleich setzen. Während seiner Amtszeit hielt er zwei Diözesansynoden ab, die erste vom 15. bis 17. Juni 1665 und die zweite vom 17. bis 19. April 1674. Er ließ den Bischofspalast neu errichten und begründete 1671 das Diözesanpriesterseminar. Er versah das Bischofsamt in Reggio Emilia bis zu seinem Tod. Er starb am 22. Juni 1674 in Rom.

## Bischöfliche Nachfolge
Als Bischof war Giovanni Agostino Marliani Mitkonsekrator folgender Bischöfe
- Carlo Fabrizio Giustiniani, Bischof von Accia und Mariana (1656);
- Matteo di Génnaro, Erzbischof von Reggio Calabria (1660);
- Francesco Falabella, Erzbischof von Santa Severina (1660);
- Francesco Angelucci, Bischof von Veroli (1660);
- Luigi de Gennaro, Bischof von Cava de’ Tirreni (1660);
- Francesco Maria Annoni, Bischof von Muro Lucano (1660);
- Francesco de Marchi, Bischof von Krk (1660);
- Francesco Cini, Bischof von Macerata und Tolentino (1660);
- Giovanni Antonio Melzi, Erzbischof von Capua (1661);
- Federico Martinotti, Bischof von Sarsina (1661); und
- Vitaliano Marescano, Bischof von Umbriatico (1661).